# Xã Beaver, Quận Crawford, Pennsylvania
Xã Beaver (tiếng Anh: Beaver Township) là một xã thuộc quận Crawford, tiểu bang Pennsylvania, Hoa Kỳ. Năm 2010, dân số của xã này là 902 người.